# Pockau
Pockau ist ein Ort im Erzgebirgskreis in Sachsen. Bis zum 31. Dezember 2013 war der Ort eine selbstständige Gemeinde, die sich am 1. Januar 2014 mit Lengefeld zur Stadt Pockau-Lengefeld zusammenschloss. Pockau liegt an der Silberstraße.

## Geografie

### Geografische Lage
Der ursprünglich als Waldhufendorf entstandene Ort Pockau liegt im Tal der Flöha am Zusammenfluss mit der Schwarzen Pockau. Nördlich davon liegen die ehemaligen Waldhufendörfer Görsdorf und Forchheim, letzterer im Tal des Haselbaches. Östlich von Pockau liegt Wernsdorf sowie im Flöhatal die Siedlung Nennigmühle. Westlich an der B 101 liegt die Siedlung Marterbüschel. Höchster Punkt der früheren Gemeinde ist der Brandhübel mit 610 m, niedrigster das Flöhatal mit rund 400 m.
Nordöstlich des Ortes befindet sich die Saidenbachtalsperre.

### Ehemalige Gemeindegliederung
Bis zum 31. Dezember 2013 gehörten neben dem Ort Pockau die folgenden Ortsteile zur Gemeinde Pockau:
- Forchheim
- Görsdorf
- Nennigmühle
- Wernsdorf

## Geschichte

### Pockau
Der Fluss Pockau wurde 1292 in einer Urkunde des Klosters Hersfeld erstmals urkundlich erwähnt. Die erstmalige Erwähnung des Ortes erfolgte im Jahre 1365 als „Packaw“. Eine Glashütte, die hier im ausgehenden 15. Jahrhundert bestand, wurde archäologisch nachgewiesen. Mit der Reformation gelangte Pockau 1539 an die Parochie Lengefeld. Ab 1560 wurden auf der Flöha und der Pockau Flöße eingerichtet und auf den Flöhawiesen wurden Holzkohlemeiler errichtet. Eine erste Schule wurde 1671 eingerichtet. 1783 wurde die obere Ölmühle errichtet, die heute ein technisches Denkmal ist. In den Jahren 1826 bis 1830 wurde die Straße von Annaberg nach Freiberg ausgebaut. Am 25. Mai 1875 wurde die Flöhatalbahn in Betrieb genommen. Ein neues Schulhaus wurde 1877 gebaut. Die Freiwillige Feuerwehr besteht seit 1895. Während des Ersten Weltkrieges entstand durch den Holzfabrikanten Hermann Lorenz die Gemeinschaft in Christo Jesu. Die Straße nach Olbernhau wurde von 1919 bis 1925 gebaut. 1925 erfolgte die Einweihung des Rathauses. Görsdorf wurde am 1. April 1934 eingemeindet.
Zu DDR-Zeiten errichtete und unterhielt der VEB Robotron-Meßelektronik im Ort ein Betriebs-Ferienlager für die Kinder seiner Betriebsangehörigen.
Bis 2018 zählten die Gemeindeteile Pockau (Hauptort) und Görnsdorf zu den staatlich anerkannten Erholungsorten.

### Wappen
Blasonierung: In Silber mit schwarzem Schildbord auf dreimal in Blau und Silber geteiltem Wellenschildfuß oberer Teil eines schwarzen Mühlrades sowie sich überschneidend grüner Nadelbaum mit schwarzem Stamm und grüner Laubbaum mit schwarzem Stamm; darüber durchgehendes, oben anstoßendes schwarzes Fachwerkmuster.

### Religionen
- Am Ortsausgang in Richtung Kalkwerk hat die Gemeinschaft in Christo Jesu (Lorenzianer) ihr Zentralheiligtum (Eliasburg).

### Einwohnerentwicklung
Folgende Einwohnerzahlen der früheren Gemeinde beziehen sich auf den 31. Dezember des voranstehenden Jahres mit Gebietsstand Januar 2007:
| 1982 bis 1988 - 1982 – 5278 - 1983 – 5243 - 1984 – 5189 - 1985 – 5165 - 1986 – 5283 - 1987 – 5250 - 1988 – 5183 | 1989 bis 1995 - 1989 – 5065 - 1990 – 5014 - 1991 – 4888 - 1992 – 4821 - 1993 – 4779 - 1994 – 4739 - 1995 – 4664 | 1996 bis 2002 - 1996 – 4659 - 1997 – 4627 - 1998 – 4621 - 1999 – 4570 - 2000 – 4523 - 2001 – 4490 - 2002 – 4421 | 2003 bis 2013 - 2003 – 4352 - 2004 – 4313 - 2005 – 4250 - 2006 – 4177 - 2007 – 4103 - 2009 – 3995 - 2013 – 3803 |

 Quelle: Statistisches Landesamt des Freistaates Sachsen

## Kultur und Bauwerke

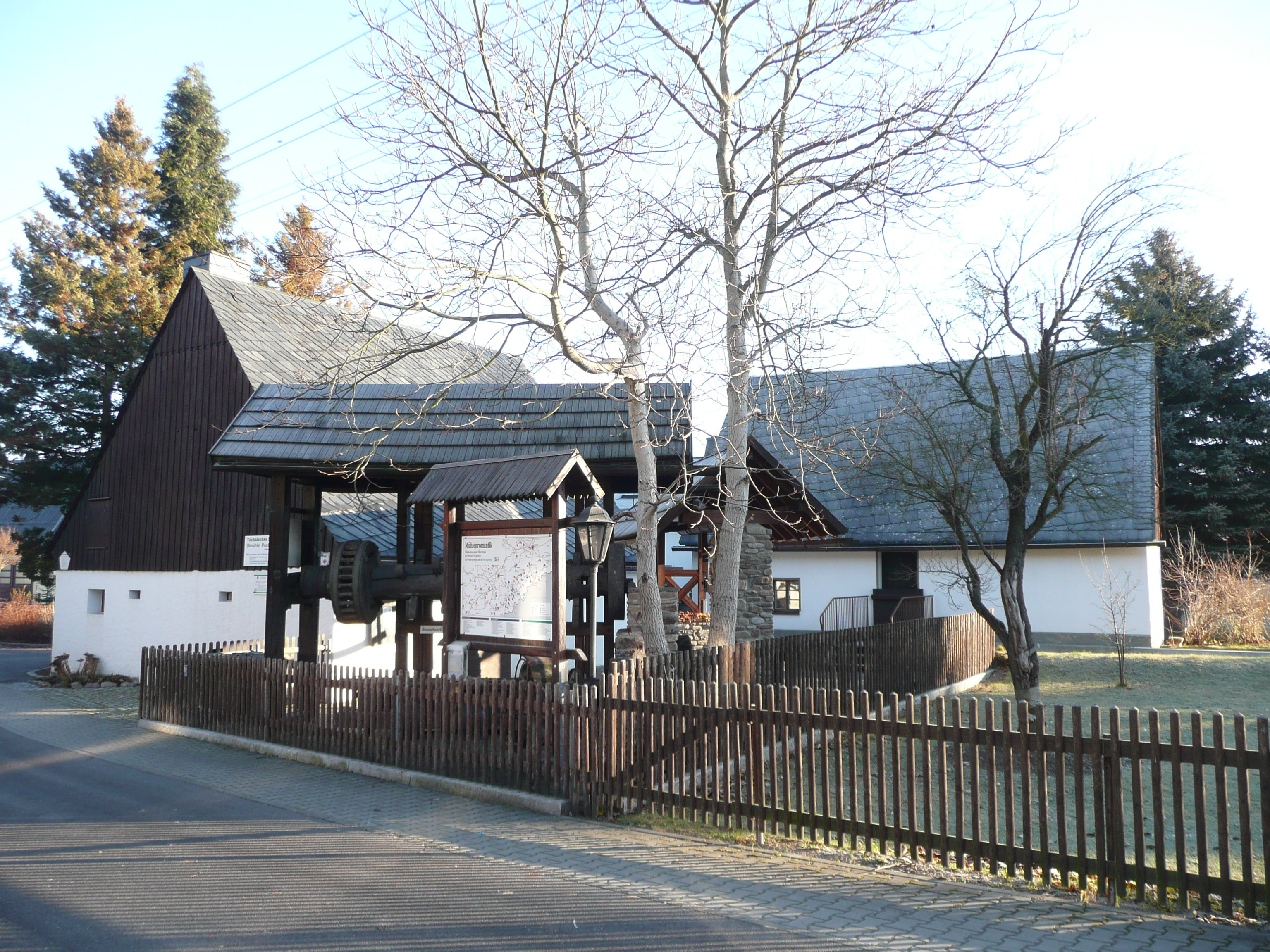
Technisches Museum Ölmühle

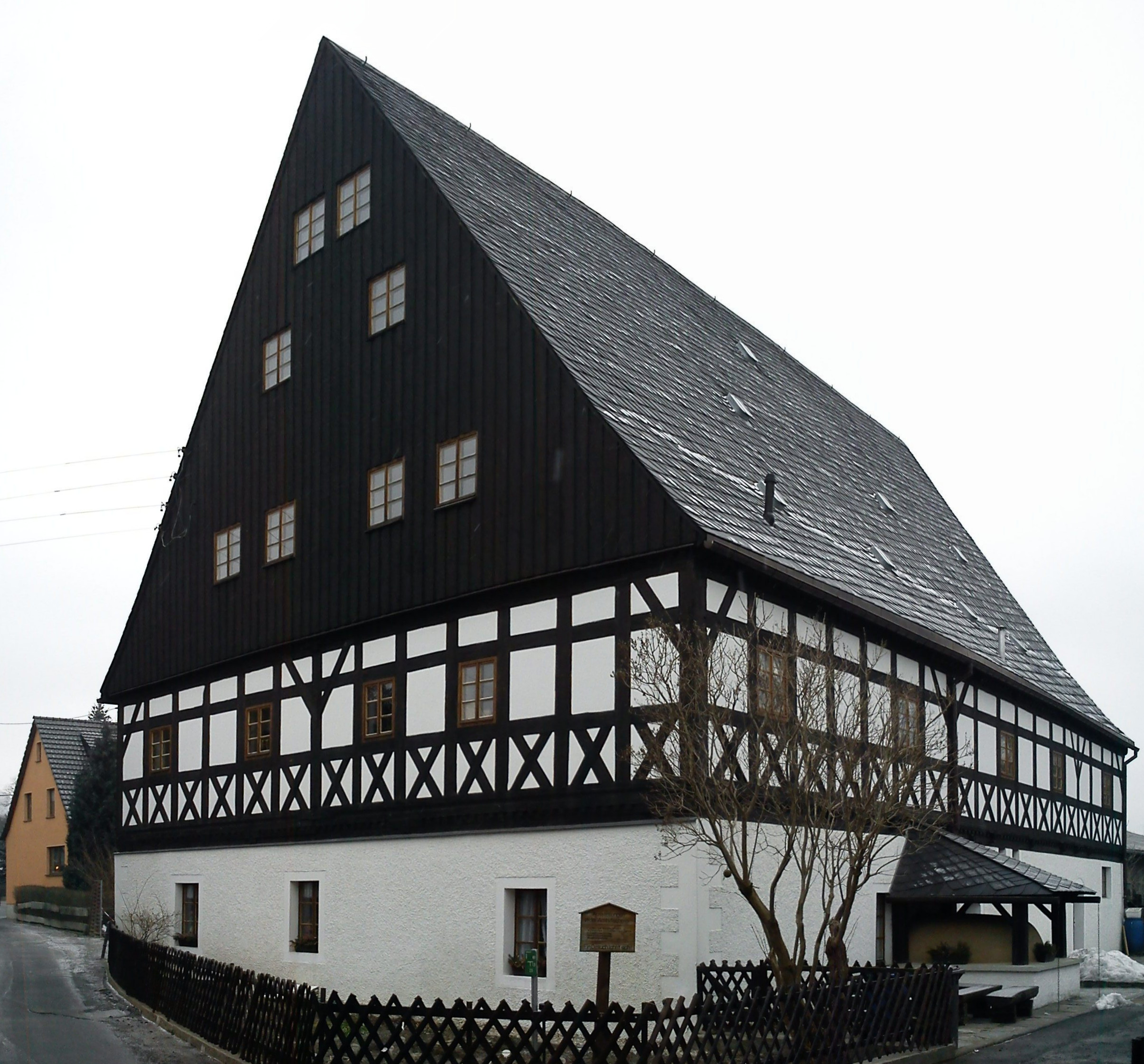
Kurfürstliche Amtsfischerei von 1653

### Kirche

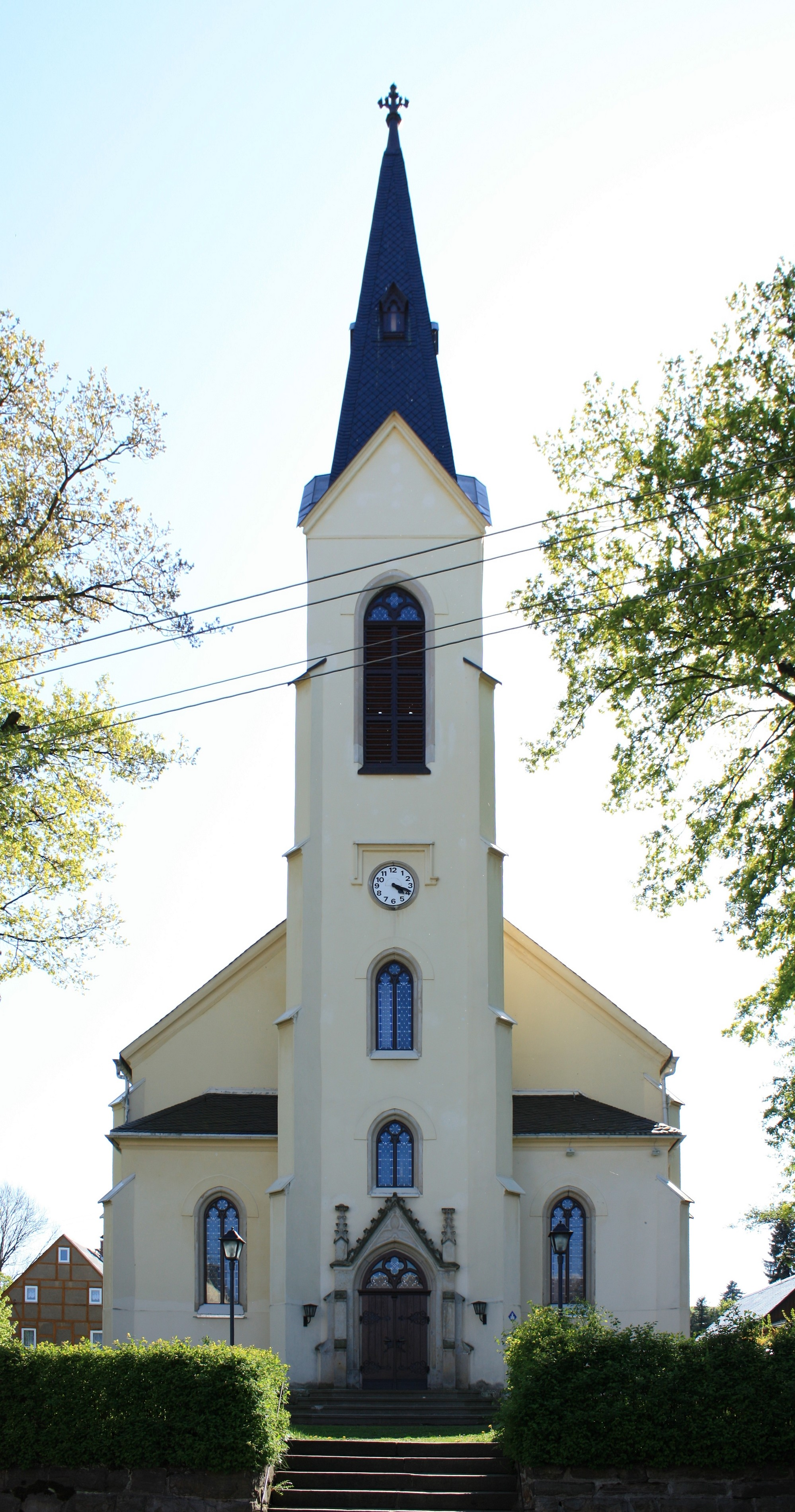
Pockauer Kirche

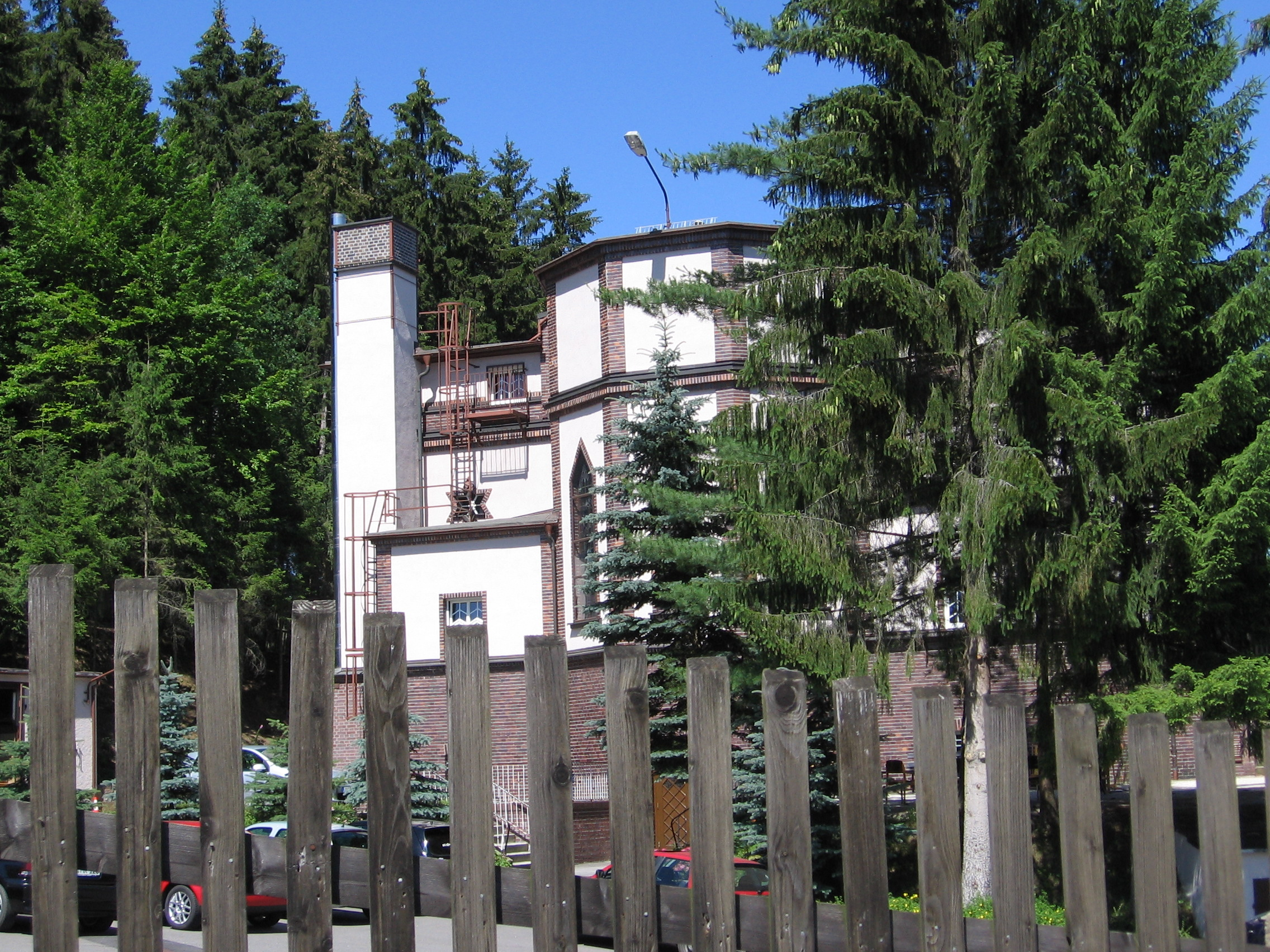
Eliasburg

Pockau gehörte seit der Ortsgründung nach 1150 zur Pfarrgemeinde Lengefeld, besaß aber in der katholischen Zeit vor 1540 eine eigene Kapelle und damit das Filialrecht. Erstmals wurde 1729 ein Antrag auf eine eigene Kirche gestellt und 1734 wiederholt. Die Anträge wurden immer wieder abgelehnt.
Im Jahr 1884 beantragten die Einwohner die Trennung von Lengefeld, der vom Landesherrn stattgegeben wurde. Die Christen des Ortes beschlossen nun den Bau einer eigenen Kirche und erteilten dem Baumeister Neubert aus Olbernhau den entsprechenden Auftrag. Am 28. April 1885 erfolgte die Grundsteinlegung und am 30. November 1885 die Kirchweihe des Gebäudes im neogotischen Stil.

### Museen
- Technisches Denkmal Ölmühle Pockau: Die funktionstüchtig erhaltene Ölmühle Pockau ist die einzige Mühle in Europa, in der die Gewinnung von Leinöl nach den Verfahren des 17. Jahrhunderts gezeigt wird. Sie entstand 1783 als Wassermühle und besitzt ein von einem Wasserrad angetriebenes Stampfwerk und eine Schlägelpresse.[6]
- Kurfürstliche Amtsfischerei: Vom 1653 errichteten Fachwerkhaus der Amtsfischerei aus wurde einst die Fischerei in der Pockau und Flöha überwacht. Gleichzeitig erfolgte hier die Weiterverarbeitung des gefangenen Fisches. Im 21. Jahrhundert wird das Haus als Museum und Vereinshaus genutzt.

### Denkmale
- Eine Gedenkstätte im Kulturpark erinnert an 36 namentlich genannte Opfer des Faschismus aus dem ehemaligen Kreis Marienberg
- Grabstätte und Holzkreuz auf dem Ortsfriedhof zur Erinnerung an zwei unbekannte KZ-Häftlinge, die aus einem Außenlager des KZ Buchenwald kommend, von SS-Männern ermordet wurden
- Grabstätte und Grabstein auf dem gleichen Friedhof für die ermordeten Widerstandskämpfer Willy Neubauer und Rudolf Langer

## Verkehr
Die Bahnstrecke Reitzenhain–Flöha wurde 1875 eröffnet, von der im Bahnhof Pockau-Lengefeld, der nördlich des Orts Pockau liegt, die Bahnstrecke nach Neuhausen abzweigt. Auf der Flöhatalbahn verkehrt die Linie RB 81 Chemnitz–Pockau-Lengefeld–Olbernhau-Grünthal der Erzgebirgsbahn Montag bis Freitag im Stundentakt, am Wochenende im Zweistundentakt.

## Persönlichkeiten

### Ehrenbürger
- Heinz Neubauer (1915–1998) hat sich vor allem als Denkmalpfleger Verdienste erworben, Ehrenbürger der Gemeinde seit 1994

### Söhne und Töchter des Ortes
- Oswald Bieber (1874–1955), Architekt
- Max Roscher (1888–1940), antifaschistischer Widerstandskämpfer und Reichstagsabgeordneter (1924/II KPD)
- Martin Schmidt (1909–1982), evangelischer Theologe und Hochschullehrer
- Paul Roscher (1913–1993), Politiker (KPD/SED)
- Max Christoph (1918–2013), Maler
- Emil Jarosch (* 1922), Politiker (SED) und Wirtschaftsfunktionär
- Konrad Manthey (1928–2010), Generalmajor
- Horst Neubauer (* 1936), Botschafter der DDR in Polen

### Personen, die mit dem Ort in Verbindung stehen
- Hanns-Heinz Kasper (1925–1999), Bürgermeister von 1955 bis 1959